# Torre del Molí (Gibraltar)

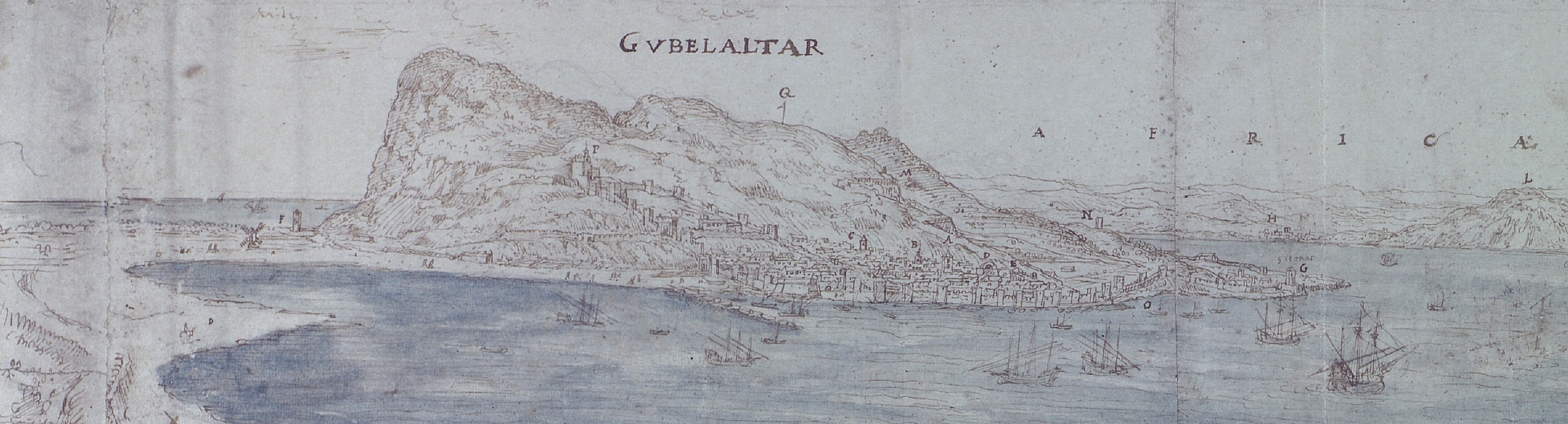
Gibraltar el 1567 (d'Anton Van den Wyngaerde, conservat al Museu Ashmolean d'Oxford). La torre del Molí apareix a l'esquerra de la torre del Diable (F)

La Torre del Molí era un molí de vent situat a l'istme de Gibraltar, prop de la costa de la badia d'Algesires. D'estil manxec, amb planta circular, fou construïda el segle XVI directament sobre la sorra de l'istme. Es va utilitzar com a torre de defensa durant les guerres entre Espanya i Anglaterra i Països Baixos. Amb el Tractat d'Utrech, la torre va quedar en terreny neutral, i després del setge de 1727/1728 es va fer enderrocar per a mantenir aquest terreny aplanat.
La torre apareix al dibuix d'Anton Van den Wyngaerde, de 1567, però no a la vista de Gibraltar de principis del segle xvi, conservada a la Reial Acadèmia de la Història (referència 11/8178) i que constitueix la vista de la localitat més antiga coneguda.
El 2019 es van trobar les restes de la base de la torre, situada a l'actual zona de Four Corners, consistents en una paret de forma circular, de 4,14 m de diàmetre, de maçoneria de pedra calcària, morter de calç i argiles vermelles. Era germana de la torre del Diable.